# الحدادة (الدقهلية)
قرية الحدادة هي إحدى القرى التابعة لمركز بنى عبيد في محافظة الدقهلية في جمهورية مصر العربية. حسب إحصاءات سنة 2006، بلغ إجمالي السكان في الحدادة 2451 نسمة، منهم 1228 رجل و1223 امرأة.